# 假日暖洋洋
《假日暖洋洋》，由愛奇藝出品，啟蒙影業製作，姚曉峰执导，姚晨、白宇、張靜初領銜主演，董成鹏特邀領銜主演，講述三组客人於2021年春节7天在「真爱度假村」度假期间所发生的一系列欢乐幽默的浪漫故事。該劇是中國首部賀歲檔輕喜連續劇導演及製片人亦於製作特輯中分別表示，會將《假日暖洋洋》開發成賀歲劇的系列片。。本劇與2022年首播的電視劇《假日暖洋洋2》在劇情上沒有關係。

## 播出时间
| 频道     | 所在地 | 播出日期      | 播出时间 | 备注         |
| -------- | ------ | ------------- | -------- | ------------ |
| 北京衛視 | 中国   | 2021年1月25日 |          |              |
| 愛奇藝   | 中国   | 2021年1月25日 |          |              |
| E樂      | 新加坡 | 2021年2月14日 | 22:00    | 每周六日更新 |
| 深圳衛視 | 中国   | 2022年1月29日 |          |              |

## 劇情簡介
已近而立之年的经纪人许可依，在演艺圈单打独斗闯下一片广阔天地。大年三十晚上，她带着艺人高俊裕来度假村献唱，以为自己十年艰辛付出终将收获美满爱情，却未能如愿以偿。失魂落魄的许可依独自在海边借酒消愁，而一直默默关注又担心她的暖男侯昊，就这样误打误撞闯入了许可依的生活。两人的感情急速升温，在许可依事业与爱情屡屡受挫的意外假期里，似乎只有慢生活的侯昊，能为她带来新的开始。来度假村过年的客人们形形色色，带着一大家子人前来的小夫妻宋小可与陈斌斌也是其中一员。身为创业女强人的宋小可，早已受不了陈斌斌的怠惰而与其冲动离婚，可是为了让长辈们过个好年，两人只得硬着头皮扮演恩爱夫妻，想把年先过了再公布离婚的事情。而离婚一时爽、追妻火葬场的陈斌斌，在度假村中绞尽脑汁、想方设法地讨好挽回，结果闹出了一堆笑话。医生老温作为抗疫医疗队的一员也被度假村邀请来度假。他带着女儿温若楠一起，想趁此机会弥补平日对女儿缺少的陪伴和关爱。然而温若楠正值青春叛逆，因妈妈的病逝对老温心结难解，父女关系紧张。

## 演员列表

### 主要演员
| 演員   | 角色   | 介紹 |
| 姚晨   | 許可依 | 御姐，行事干练的职业艺人经纪人。表面上长满了刺，内心却很柔软。她和手下的艺人高俊裕相识于微时，既是合作关系，也是分分合合十年的恋人。男友当众劈腿，十年的青春付诸东流。她在度假村中遭遇事业爱情双重「滑铁卢」。却因结识了慢生活暖男侯昊，重新找回人生方向。                                       |
| 白宇   | 侯昊   | 慢生活暖男，度假村工作人员，结识艺人经纪人许可依，用爱治愈两人心伤，真实身份未知。喜欢小姐姐的奶狗，他温柔体贴、绅士细心。经历过北漂的历练，心智也比较成熟，且会照顾人。 |
| 張靜初 | 宋小可 | 创业女强人，身为情感大号博主，但却没有解决好自己的情感问题，与丈夫陈斌斌在夫妻关系中发生分歧，一时冲动与陈斌斌离婚，但丈夫没有真正放下她。与丈夫陪家人在“真爱度假村”过完新年期间，扮演恩爱夫妻，隐藏离婚事实。在经历一些列啼笑皆非的故事之后，又一次认识了彼此，也听到了自己内心的声音去追随爱。 |
| 董成鵬 | 陳斌斌 | 「隐离婚”小夫妻，他与宋小可，在“真爱度假村”的欢快氛围中，试图重新追回年轻时的爱情火花。创业时屡败屡创的他和前妻宋小可一家七口来三亚旅游过年，为了让全家过个好年，两人达成协议，对于离婚之事秘而不宣。                                                                                            |

### 其他演员
| 演員     | 角色         | 介紹 |
| 陳小藝   | 董燕萍       |      |
| 胡軍     | 嚴立偉(老嚴) |      |
| 高葉     | 唐璇         |      |
| 張彤     | 馮素貞       |      |
| 鄭雲龍   | 高俊裕       |      |
| 朱颜曼滋 | Cindy        |      |
| 謝園     | 陳臨春       |      |
| 李明珠   | 陳奶奶       |      |
| 姜梓新   | 李翹楚       |      |
| 康可人   | 陳暖暖       |      |
| 艾如     | 莎莎         |      |
| 蘭西雅   | 溫若楠       |      |
| 邵兵     | 夏磊         |      |
| 石兆琪   | 光頭         |      |
| 陈祉希   | 潘錦兒       |      |

## 電視原聲帶
| 歌名                  | 作词           | 作曲       | 演唱           | 备注           |
| 《心裡》              | 潘澈           | 潘澈       | 張紫寧         | 插曲           |
| 《簡單》              | 沈以誠         | 沈以誠     | 沈以誠         | 插曲           |
| 《果如》              | 胡文乙         | 劉雨潼     | 劉宇寧         | 片尾曲         |
| 《孤帆》              | 崔軾玄、劉雨潼 | 劉雨潼     | 那英、姚晨     | 主題曲         |
| 《小宇宙》            | 文彥杰         | 文彥杰     | 王巨星         | 插曲           |
| 《大船》              | 孫海倪         | 孫海倪     | 鄭雲龍         | 插曲           |
| 《新年暖洋洋》        | 魯士郎         | 魯士郎     | 魯士郎、王明宇 | 片頭曲         |
| 《Bling Bling Bling》 | 付菡           | 付菡、曹璞 | 姚晨、白宇     | 插曲新年推廣曲 |

## 評價

### 拼盤式賀歲輕喜劇
作为贺岁轻喜剧来说，《假日暖洋洋》是一部群星云集的拼盤式喜劇，作為全家欢剧，它笑点密集、金句频出，闲暇时间看一看，确实心情会愉悦不少。

### 姚晨白宇戏份好看，可惜太少
一直以来都没有贺岁电视剧的概念，创作者也缺乏这样的主动意识。《假日暖洋洋》算是開創了新局，且未播先火。剧集开播前，领衔主演姚晨和白宇在剧中的互动場景片段就在微博广为流傳，姚晨重回喜剧+霸道御姐与年下暖男白宇的甜宠爱情，的确颇具看点，也吊足观众胃口。
只是很多觀眾追剧后会发现，这部剧最精彩的段落，基本都在此前的预告里；并且虽然预告片主要是姚晨与白宇，但俩人在剧中的戏份远没有想象中的多，甚至“少得可怜”。對於此評價，導演也給予了回應，表示：大家肯定是爱看甜甜的爱情的，“但甜甜的爱情不是生活的全部，一部现实主义题材的戏需要落地现实生活。”此外，亦一一點評了演員和角色的契合點。

## 榮譽獎項
- 第32届华鼎奖“2020—2021中国电视剧满意度调查百强榜单”第82位
- 2021年微博电视剧大赏年度都市剧（提名）

## 争议
2021年2月6日，有网友发文称《假日暖洋洋》擅用自己父母的结婚照作为剧中角色父母的照片，并且在剧中早逝。《假日暖洋洋》剧组同日发表致歉声明称剧组工作人员的疏忽导致此事发生，将会替换相关内容，开除涉事工作人员，并加强对工作人员的管理。

## 外部連結
- 假日暖洋洋的新浪微博

}}